# XING
XINGは、ドイツのミニブログサイトである。
2006年11月17日までは openBC と呼んでおり、open Business Club に由来していた。運営企業は XING AG で、2003年に創設され、ハンブルクに本社を置く。